# Sidonie de Saxe
La princesse Sidonie de Saxe (en allemand, Maria Sidonia Ludovica Mathilde Wilhelmine Auguste Xaveria Baptista Nepomucena Veronica Hyacinthia Deodata Prinzessin von Sachsen), née le 16 août 1834 au Château de Pillnitz, et morte le 1er mars 1862 à Dresde, troisième fille du roi Jean Ier de Saxe  et d'Amélie de Bavière, est un membre de la Maison de Wettin.

## Biographie
Lorsque Sidonie de Saxe naît en 1834, son père Jean n'est pas encore roi de Saxe (il le deviendra en 1854). Son prénom rend hommage à sa lointaine aïeule Sidonie de Bohême. Elle est la sœur cadette des rois Albert et Georges de Saxe. Elle est également la cousine germaine de François-Joseph Ier d'Autriche. Elle est Dame des Ordres de la Croix-Étoilée et de Sainte-Élisabeth.

### Projets matrimoniaux
À maintes reprises, des projets matrimoniaux la concernant sont avancés; les candidats successifs évoqués sont :
- François-Joseph Ier d'Autriche (en 1850 et 1852) : les journaux du royaume de Saxe prétendent que le contrat de mariage a été conclu entre Sidonie et son cousin germain François-Joseph. Cette union aurait une importance politique de premier ordre : la Saxe y trouverait un appui contre la Prusse et l'Autriche s'assurerait de plus en plus les sympathies de ce royaume, le plus considérable de l'Allemagne après la Bavière[3],[4],[5]. Finalement, François Joseph épousera en 1854 une autre de ses cousines germaines : Élisabeth en Bavière (Sissi).
- Frédéric de Bade (au printemps 1853) : la différence de confession religieuse met fin à ce projet.
- Michel Nicolaevitch de Russie (en juin 1856) : Sidonie refusant de se convertir à la religion orthodoxe pour épouser le frère puîné du tsar Alexandre II, le projet échoue[6].
- Napoléon-Jérôme Bonaparte (en mai 1857) : ce projet est presque immédiatement démenti[7].
- Victor-Emmanuel II de Savoie (en juin 1857) : récemment veuf, le roi de Sardaigne aurait jeté son dévolu sur Sidonie[8].
- Philippe de Belgique, comte de Flandre (au printemps 1858) : lorsque son frère le futur Léopold II se rend à Dresde, la presse imagine qu'il est allé demander pour son frère la main de Sidonie. Il n'en est cependant rien[9].

La princesse Sidonie demeure célibataire.

### Mort
Atteinte de fièvre typhoïde depuis plusieurs semaines et malade depuis plusieurs mois, Sidonie meurt le 1er mars 1862 à Dresde à l'âge de 27 ans. Elle est inhumée dans la crypte royale de la cathédrale de la Sainte-Trinité de Dresde.

## Honneurs
Sidonie de Saxe est :
- Dame noble de l'ordre de la Croix étoilée, Autriche-Hongrie.
- Dame noble de l'ordre de Sainte-Élisabeth de Bavière.